# Constantin Dinischiotu
Constantin Dinischiotu (n. 11 mai 1927, București – d. 19 iunie 2008) a fost un regizor român.

## Biografie
Absolvent al Liceului Gheorghe Șincai din București.
A urmat în perioada 1945–1949 cursurile Facultății de Litere și ale Facultății de Drept din București. Între 1947–1948 a fost regizor tehnic la Teatrul Sărindar al Mariei Filotti, apoi asistent de regie la Formațiile artistice ale Armatei.
În perioada 1950–1951 a urmat cursuri de perfecționare la Academia de Film din București. Asistent de regie, la începutul carierei, la Teatrul Național din Iași (1952–1953), a activat ca regizor și director la mai multe teatre din țară: Teatrul Alexandru Davila din Pitești (1953–1958; 1967–1974), Teatrul din Valea Jiului, Petroșani (1958–1959), Teatrul din Constanța (1959–1967), Teatrul Mihai Eminescu din Botoșani (1974–1977), Teatrul Fantasio din Constanța (1991–1994), Teatrul din Galați (1995–1996), Teatrul din Reșița (1996–1997), Teatrul Bacovia din Bacău (1999–2000). În perioada 1977–1994 a fost angajat ca regizor artistic la Radioteleviziunea Română.

## Activitate artistică
Constantin Dinischiotu a pus in scena piese de Lope de Vega, Carlo Goldoni, Molière, Schiller, Brecht, Vasile Alecsandri, Mihai Eminescu, Alexandru Davila, Barbu Ștefănescu Delavrancea, Bogdan Petriceicu Hasdeu, Ion Luca Caragiale, Mihail Sorbul, Camil Petrescu, Gib Mihăescu, Tudor Mușatescu, Mihail Sebastian, George Mihail Zamfirescu, Ion Luca, A. D. Herz, Petre Locusteanu, Marcel Pagnol, Valeriu Anania, Bogdan Amaru, George Astaloș, Aurel Baranga, Eugen Barbu, Ion Băieșu, Calistrat Costin, Dina Cocea, Ion Coja, Radu Cosașu, Mihail Davidoglu, Lucia Demetrius, Sidonia Drăgușanu, Paul Everac, Aurel Felea, Laurențiu Fulga, George Genoiu, Mihnea Gheorghiu, Dinu Grigorescu, Mihai Ispirescu, Cezar Ivănescu, Alexandru Popescu, Dumitru Radu Popescu, Petre Popescu, Tudor Popescu, Alecu Popovici, Pușa Roth, Octavian Sava, Valeriu Sîrbu, Alexandru Sever, I. D. Sârbu,  I. D. Șerban, Dinu Săraru, Petre Sălcudeanu, Coman Șova, Constantin Sincu, Virgil Stoenescu, Alexandru Ștefănescu, Nicuță Tănase, Liviu Timbus, Sebastian Ungureanu, George Vasilescu, Petru Vintilă, Gheorghe Vlad, Alexandru Voitin.
Sub regia sa au debutat actori ca: Liliana Tomescu, Constantin Codrescu, Ileana Predescu, Ștefan Iordache, Melania Cârje, Daniela Anencov, Radu Panamarenco, Anca Pandrea, Adina Popescu, Alexandru Georgescu, Nicolae Călugărița, Sorin Medeleni, Geo Popa.
Alti actori care au jucat in piese regizate de Constantin Dinischiotu: Grigore Vasiliu Birlic, Ion Finteșteanu, Marcel Enescu, Ovidiu Iuliu Moldovan, Florian Pittiș, Maia Morgenstern, Mircea Albulescu, Ion Haiduc, Gheorghe Cozorici, Silviu Stănculescu, Mitică Popescu, Adriana Trandafir, Monica Ghiuță, Sorin Gheorghiu, Dan Damian, Valentin Teodosiu, Eugen Cristea.

## Filmografie

### Regizor
- Cronică de vitejie (1979) - teatru TV
- La început de drum (1980) - teatru TV
- Livada din noi (1980) - teatru TV
- Vivat, unirea ! (1980) - teatru TV
- Câțiva bănuți și… niște milioane (1981) - teatru TV
- Un timbru rar (1981) - teatru TV
- Arhipelagul Lenoir (1982) - teatru TV
- Casa noastră (1982) - teatru TV
- Zorii unirii (1982) - teatru TV - în colaborare cu Nae Cosmescu
- Împlinire (1983) - teatru TV
- Încurcă-lume (1983) - teatru TV
- Răspântia cea mare (1983) - teatru TV
- Scadența neliniștii (1983) - teatru TV - în colaborare cu Vlad Bîtcă
- Baladă pentru un om (1984) - teatru TV
- Fântâna Blanduziei (1984) - teatru TV
- La început de drum (1984) - teatru TV
- Misiunea (1984) - teatru TV
- Suferințele unui om fericit (1984) - teatru TV
- Cu patria în inimi (1985) - film TV
- Darul cel mare (1985) - teatru TV
- Judecată în familie (1985) - teatru TV
- O viață pentru un surâs (1985) - teatru TV
- Jurământ pentru ziua de mâine (1986) - teatru TV
- Anotimpul regăsirii (1987) - teatru TV
- Azi vine tata ! (1988) - teatru TV
- Privește înainte cu încredere (1988) - teatru TV
- Varianta tinereții (1988) - teatru TV

### Actor
- Frații (1971)
- Dragostea începe vineri (1973)
- Trei scrisori secrete (1974)

## Distincții
- Ordinul „Meritul Cultural” clasa a IV-a (6 noiembrie 1967) „pentru merite deosebite în domeniul artei dramatice”[1]
- Ordinul „Meritul Cultural” clasa a III-a (16 decembrie 1972) „pentru merite deosebite în opera de construire a socialismului, cu prilejul aniversării a 25 de ani de la proclamarea Republicii”[2]